# Crocs
Crocs Inc. é uma empresa norte-americana fundada em 2002 em Broomfield, Colorado, que fabrica e comercializa a marca de calçados de espuma. A Crocs chama esses sapatos de “tamancos”, mas eles não contêm madeira como os tamancos tradicionais.